# Lijst van Belgische geletruidragers Ronde van Frankrijk
Dit is een lijst van Belgische geletruidragers tijdens de Ronde van Frankrijk. De vetgedrukte namen zijn nu nog actief als professioneel wielrenner. De edities van de vetgedrukte jaartallen zijn dat jaar gewonnen door de renners links in de tabel.
| #  | Naam                     | Aantal truien | Jaartal(len)                       |
| -- | ------------------------ | ------------- | ---------------------------------- |
| 1  | Eddy Merckx              | 96            | 1969, 1970, 1971, 1972, 1974, 1975 |
| 2  | Sylvère Maes             | 26            | 1936, 1937, 1939                   |
| 3  | Romain Maes              | 22            | 1935, 1939                         |
| 4  | Maurice De Waele         | 16            | 1929                               |
| 5  | Philippe Thys            | 14            | 1920                               |
| 5  | Léon Scieur              | 14            | 1921                               |
| 7  | Gilbert Desmet I         | 12            | 1956,1963                          |
| 7  | Georges Vandenberghe     | 12            | 1968                               |
| 7  | Joseph Bruyère           | 12            | 1974, 1978                         |
| 7  | Lucien Van Impe          | 12            | 1976                               |
| 11 | Greg Van Avermaet        | 11            | 2016, 2018                         |
| 12 | Freddy Maertens          | 10            | 1976                               |
| 13 | Herman Vanspringel       | 9             | 1968, 1973                         |
| 13 | Rudy Pevenage            | 9             | 1980                               |
| 15 | Lucien Buysse            | 8             | 1926                               |
| 15 | Félicien Vervaecke       | 8             | 1938                               |
| 17 | Gustaaf Van Slembrouck   | 7             | 1926                               |
| 17 | Jean Adriaensens         | 7             | 1956, 1960                         |
| 17 | Joseph Planckaert        | 7             | 1962                               |
| 20 | Bernard Van De Kerckhove | 6             | 1964, 1965                         |
| 21 | Firmin Lambot            | 5             | 1919, 1922                         |
| 21 | Adelin Benoît            | 5             | 1925                               |
| 21 | Eddy Pauwels             | 5             | 1959, 1963                         |
| 21 | Eric Vanderaerden        | 5             | 1983, 1985                         |
| 21 | Johan Museeuw            | 5             | 1993, 1994                         |
| 26 | Hector Martin            | 4             | 1927                               |
| 26 | Jos Hoevenaars           | 4             | 1958, 1959                         |
| 26 | Tom Boonen               | 4             | 2006                               |
| 26 | Wout van Aert            | 4             | 2022                               |
| 30 | Aimé Dossche             | 3             | 1929                               |
| 30 | Roger Lambrecht          | 3             | 1948, 1949                         |
| 30 | Willy Schroeders         | 3             | 1962                               |
| 30 | Julien Stevens           | 3             | 1969                               |
| 30 | Wilfried Nelissen        | 3             | 1993                               |
| 36 | Louis Mottiat            | 2             | 1920, 1921                         |
| 36 | Jules Buysse             | 2             | 1926                               |
| 36 | Georges Lemaire          | 2             | 1933                               |
| 36 | Rik Van Steenbergen      | 2             | 1952                               |
| 36 | Ward Sels                | 2             | 1964                               |
| 36 | Rik Van Looy             | 2             | 1965                               |
| 36 | Ludo Peeters             | 2             | 1982, 1984                         |
| 36 | Jan Bakelants            | 2             | 2013                               |
| 44 | Jean Rossius             | 1             | 1919                               |
| 44 | Louis Heusghem           | 1             | 1922                               |
| 44 | Gaston Rebry             | 1             | 1929                               |
| 44 | Alfred Hamerlinck        | 1             | 1931                               |
| 44 | Jean Aerts               | 1             | 1932                               |
| 44 | Marcel Kint              | 1             | 1937                               |
| 44 | Jean Engels              | 1             | 1948                               |
| 44 | Norbert Callens          | 1             | 1949                               |
| 44 | Julien Schepens          | 1             | 1960                               |
| 44 | Willy Van Neste          | 1             | 1967                               |
| 44 | Joseph Spruyt            | 1             | 1967                               |
| 44 | Willy Teirlinck          | 1             | 1973                               |
| 44 | Patrick Sercu            | 1             | 1974                               |
| 44 | Johan Bruyneel           | 1             | 1995                               |
| 44 | Marc Wauters             | 1             | 2001                               |
| 44 | Philippe Gilbert         | 1             | 2011                               |
| 44 | Yves Lampaert            | 1             | 2022                               |
| 44 | Jasper Philipsen         | 1             | 2025                               |

 winnaars gele trui · 
 puntenklassement · 
 bergklassement · 
 jongerenklassement · 
 tussensprintklassement · 
 combinatieklassement · 
 ploegenklassement · 
 strijdlust · 
rode lantaarn
records · meeste deelnames · ranglijst etappewinnaars · bekende beklimmingen · valpartijen · dopinggevallen · Grand Départ · Souvenir Henri Desgrange
1903 · 
1904 · 
1905 · 
1906 · 
1907 · 
1908 · 
1909 · 
1910 · 
1911 · 
1912 · 
1913 · 
1914 ·
1915 ·
1916 ·
1917 ·
1918 · 
1919 · 
1920 · 
1921 · 
1922 · 
1923 · 
1924 · 
1925 · 
1926 · 
1927 · 
1928 · 
1929 · 
1930 · 
1931 · 
1932 · 
1933 · 
1934 · 
1935 · 
1936 · 
1937 · 
1938 · 
1939 · 
1940 ·
1941 ·
1942 ·
1943 ·
1944 ·
1945 ·
1946 ·
1947 · 
1948 · 
1949 · 
1950 · 
1951 · 
1952 · 
1953 · 
1954 · 
1955 · 
1956 · 
1957 · 
1958 · 
1959 · 
1960 · 
1961 · 
1962 · 
1963 · 
1964 · 
1965 · 
1966 · 
1967 · 
1968 · 
1969 · 
1970 · 
1971 · 
1972 · 
1973 · 
1974 · 
1975 · 
1976 · 
1977 · 
1978 · 
1979 · 
1980 · 
1981 · 
1982 · 
1983 · 
1984 · 
1985 · 
1986 · 
1987 · 
1988 · 
1989 · 
1990 · 
1991 · 
1992 · 
1993 · 
1994 · 
1995 · 
1996 · 
1997 · 
1998 · 
1999 · 
2000 · 
2001 · 
2002 · 
2003 · 
2004 · 
2005 · 
2006 · 
2007 · 
2008 · 
2009 · 
2010 · 
2011 · 
2012 · 
2013 · 
2014 · 
2015 · 
2016 · 
2017 · 
2018 · 
2019 ·
2020 · 
2021 · 
2022 · 
2023 · 
2024 · 
2025